# BALB/c

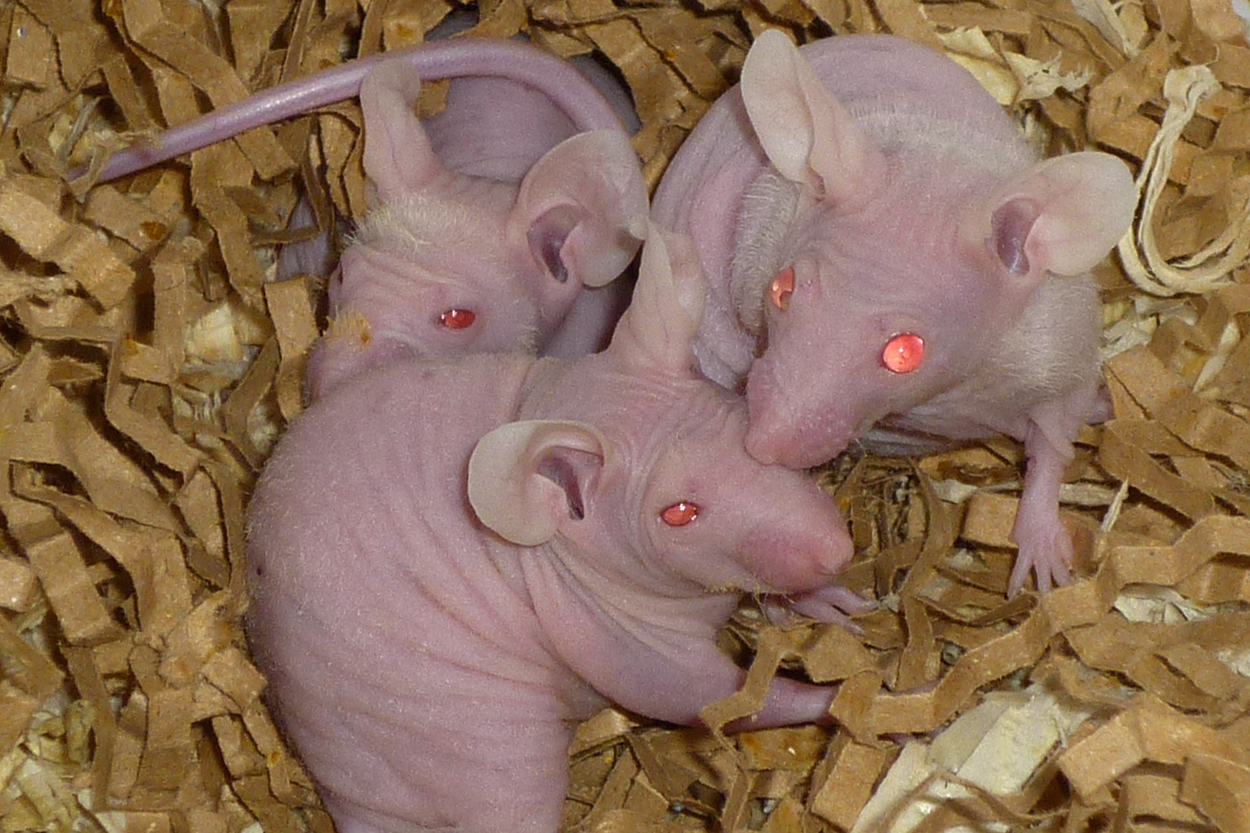
Chuột Balb-C trụi lông

Chuột BALB/c là một chủng chuột bạch tạng được nuôi cấy trong phòng thí nghiệm có nguồn gốc từ những con chuột nhà, trong đó có một số chất nền phổ biến. Tính đến nay đã có hơn 200 thế hệ từ New York vào năm 1920, chuột BALB/c được phân phối trên toàn cầu và là một trong những dòng được sử dụng rộng rãi nhất được sử dụng trong thử nghiệm động vật.

## Lịch sử
Các con vật tạo ra của dòng này được nhận từ một đại lý chuột tại Ohio vào năm 1913 bởi Halsey J. Bagg của Bệnh viện Memorial, New York. Từ năm 1920, con cháu của những con bố mẹ ban đầu đã được hệ thống nuôi cấy, anh chị em ruột, cho 26 thế hệ 15 năm. Trong thời gian này, chúng được sự chăm sóc của một số nhà khoa học, bao gồm C.C. Little và E.C. MacDowell tại Viện Carnegie ở Washington và H.Jull Muller tại Đại học Texas ở Austin. Đến năm 1935, các động vật đã được sở hữu của học sinh Muller, George Davis Snell, đã chuyển chúng đến Phòng thí nghiệm Jackson. Đàn giống này cung cấp cơ sở cho tất cả các chất nền BALB/c hiện đang được sử dụng trên toàn thế giới. Vào ngày 16 tháng 11 năm 2005, Phòng thí nghiệm Jackson đã báo cáo rằng lớp này đã đạt đến thế hệ thứ 235.

## Đặc điểm
Chuột BALB/c rất hữu ích cho nghiên cứu cả ung thư và miễn dịch học. Theo chủng loại cùng dòng cận huyết của Michael Festing, các chất nền BALB/c đặc biệt nổi tiếng về sản xuất plasmacytomas khi tiêm bằng dầu khoáng, một quá trình quan trọng để sản xuất các kháng thể đơn dòng. Chúng cũng được báo cáo là có tỷ lệ xuất hiện u, khối u ở mức thấp, nhưng phát triển các loại ung thư khác trong cuộc sống sau này, nhất là các khối u, mô phổi và khối u thận. Hầu hết các chất nền có thời gian sinh sản dài được ghi nhận vì biểu hiện lo lắng (stress) cao và tương đối kháng chứng xơ vữa động mạch do ăn kiêng, làm cho chúng một mô hình hữu ích cho nghiên cứu tim mạch.